# Presidential Young Investigator Award
Der Presidential Young Investigator Award (PYI) ist ein ehemaliger Wissenschaftspreis, der zwischen 1984 und 1991 von der National Science Foundation der US-Bundesregierung vergeben wurde. Es wurde abgelöst von den NSF Young Investigator (NYI) Awards und dem Presidential Faculty Fellows Program (PFF).
Preisträger des PYI erhielten von der NSF jährlich mindestens $25.000 über einen Zeitraum von fünf Jahren; mit Matching-Funds aus der Industrie konnte die Summe auf bis zu $100.000 pro Jahr steigen. In Zeiten knapper Haushalte geriet das Programm 1990 in die Kritik.

## Preisträger
Zu den Empfängern der PYI-Preise gehören:
- Paul Alivisatos, 1991[4]
- Peter B. Armentrout, 1984
- David P. Anderson
- Prithviraj Banerjee, 1987[5]
- Paul F. Barbara, chemistry, 1984[6]
- Mary Beckman, 1988
- Mladen Bestvina, 1988
- Rogers Brubaker, 1994
- Stephen Z.D. Cheng, 1991
- Rina Dechter, 1991[7]
- Bruce Donald, 1989
- David L. Donoho, 1985
- Lin Fanghua, 1989
- Eric Fossum, 1986
- Jennifer Freyd,
- Elaine Fuchs,
- Gerald G. Fuller, 1985
- Huajian Gao,
- Leslie Greengard, 1990[8]
- David Hillis, 1987
- John M. Hollerbach, haptics and tactile perception, 1984[9]
- Kathleen Howell, 1984
- Paul Hudak, 1985[10]
- Moshe Kam, 1990
- David B. Kaplan, 1990[11]
- Mehran Kardar, 1989
- Karen Kavanagh, 1991
- Vijay Kumar, 1991
- James W. LaBelle, 1990
- Kevin K. Lehmann, 1985
- Charles E. Leiserson, 1985
- John Edwin Luecke, 1992
- Eric Mazur,
- Mark McMenamin, 1988
- Fulvio Melia,
- Carolyn Meyers,
- Robert F. Murphy, 1983
- Monica Olvera de la Cruz, 1989
- Randy Pausch,
- Ken Perlin, 1991
- Ronald T. Raines,
- Lisa Randall, 1992[12]
- Ares J. Rosakis, 1985
- Karl Rubin,
- Sunil Saigal, 1990
- Peter Salovey,
- Aziz Sancar, 1984
- Robert Sapolsky,
- Philip B. Stark, 1989
- Michael Steer, 1986
- Howard A. Stone, 1989[13]
- Steven Strogatz, 1990
- Éva Tardos,
- Masaru Tomita, 1988
- Jeffrey Vitter, 1985
- Martin Yarmush, 1988
- Alex Zettl, 1984
- Steven Zimmerman.